# نیروی هوایی چهارم
نیروی هوایی چهارم (انگلیسی: Fourth Air Force) یک نیروی هوایی شماره‌دار از فرماندهی ذخیره نیروی هوایی ایالات متحده آمریکا است، که ستاد مرکزی آن در پایگاه هوایی مارس جوینت ایر ریسرو، کالیفرنیا قرار دارد.
نیروی هوایی چهارم فعالیت‌ها را هدایت و بر آموزش بیش از ۳۰ هزار پرسنل ذخیره نیروی هوایی نظارت می‌کند. در صورت فراخوانده شدن به خدمت فعال، واحدهای ذخیره آماده نیروی هوایی چهارم به فرماندهی تحرک هوایی، فرماندهی آموزش و تمرین هوایی و نیروهای هوایی اقیانوس آرام اختصاص داده می‌شوند. چندین پایگاه هوایی با نیروی هوایی چهارم مرتبط هستند.
نیروی هوایی چهارم، یکی از ۴ نیروی هوایی شماره‌گذاری شده اولیه قبل از جنگ جهانی دوم بود، که در تاریخ ۱۸ دسامبر ۱۹۴۰ در پایگاه هوایی مارس، کالیفرنیا با مأموریت دفاع هوایی از مناطق جنوب غربی و غرب ایالات متحده فعال شد. در طول جنگ، مأموریت اصلی این نیرو، سازماندهی و آموزش واحدهای رزمی، قبل از اعزام آنها به نیروهای هوایی رزمی خارج از کشور بود.